# Leighton Bromswold
Leighton Bromswold est une paroisse civile et un village du Cambridgeshire, en Angleterre.